# Conus rokokorum
Espèce
Conus rokokorum est une espèce de mollusques gastéropodes marins de la famille des Conidae.
Comme toutes les espèces du genre Conus, ces escargots sont prédateurs et venimeux. Ils sont capables de « piquer » les humains et doivent donc être manipulés avec précaution, voire pas du tout.

## Taxonomie

### Publication originale
L'espèce Conus rokokorum a été décrite pour la première fois en 2021 par les malacologistes Éric Monnier (d), Fabrice Prugnaud et Loíc Limpalaër dans « Xenophora Taxonomy »,.

### Synonymes
- Conus (Phasmoconus) rokokorum (Monnier, Prugnaud & Limpalaër, 2021) · appellation alternative
- Phasmoconus (Phasmoconus) rokokorum Monnier, Prugnaud & Limpalaër, 2021 · non accepté (protonyme)
- Phasmoconus rokokorum Monnier, Prugnaud & Limpalaër, 2021 · non accepté (combinaison originale)